# Georg Sternberg

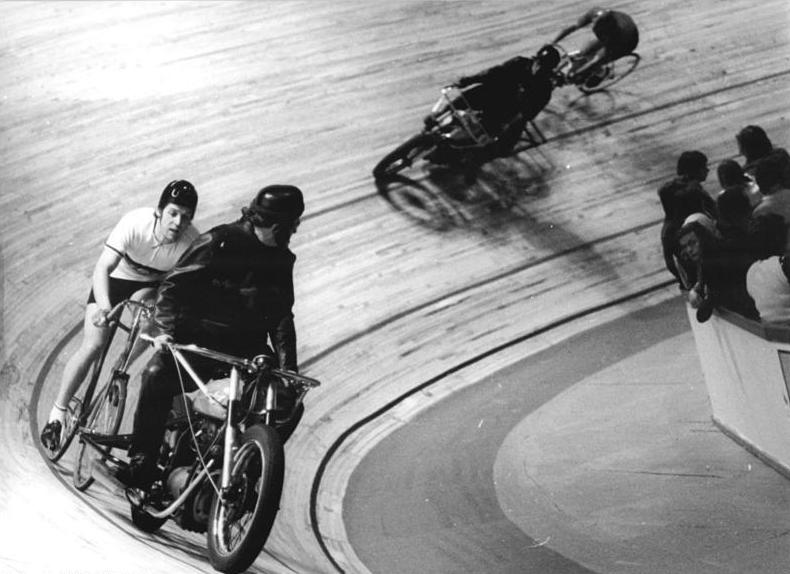
Georg Sternberg als Schrittmacher vor Karl Kaminski bei einem Steherrennen.

Georg Sternberg (* 17. September 1928 in Berlin; † 14. Oktober 2017 ebenda) war ein deutscher Radrennfahrer und Schrittmacher.

## Sportliche Laufbahn
1944 begann Sternberg in Berlin mit dem Radsport und trat dem Verein RV Sturmvogel 1900 bei. Dort waren bekannte Sportler wie Heinrich Schwarzer und Harry Saager ebenfalls Mitglied. Nach dem Zweiten Weltkrieg wechselte er zu Derby Pankow, einem Verein im Norden von Berlin. 1949 gewann Georg Sternberg die Ostzonenmeisterschaft im Straßenrennen. Sternberg erzielte insgesamt über 500 Siege, vorwiegend bei Bahnrennen (in den Nachkriegsjahren vielfach auf Aschenbahnen) und bei Rundstreckenrennen auf der Straße.
Anschließend wurde „Orje“ Schrittmacher bei Steherrennen und errang als solcher fünfmal die DDR-Meisterschaft, er führte Thomas Huschke und Karl Kaminski zu Meisterehren. Weitere Medaillen bei den DDR-Stehermeisterschaften errang er mit Manfred Schultz, Hans-Jürgen Stupka und Frank Herzog. Die Internationale Stehermeisterschaft von Berlin auf der Bahn der Berliner Werner-Seelenbinder-Halle gewann er 1966 mit Ulrich Mantey, 1969 mit Manfred Schultz, 1976 mit Michael Milde, 1980 mit Jens Kunath und 1983 mit Jürgen Ehm an der Rolle. 
1998 gewann er den Weltpokal der „Ü70“ bei den Masters in St. Johann in Tirol.
Sternberg starb 2017 nach langer schwerer Krankheit im Alter von 89 Jahren.